# Фінікс
Фінікс (англ. Phoenix, навахо: Hoozdo) — місто в США, в окрузі Марікопа штату Аризона, столиця і найбільше місто Аризони. Місто засноване під назвою Фінікс 25 лютого 1881 року на місці старішого індіанського міста. Назва асоціюється з іменем міфічного птаха Фенікса. Населення — 1 608 139 осіб (2020).

## Географія
Фінікс розташований за координатами 33°34′20″ пн. ш. 112°5′17″ зх. д. / 33.57222° пн. ш. 112.08806° зх. д. (33.572162, -112.087966). За даними Бюро перепису населення США в 2010 році місто мало площу 1341,48 км², з яких 1338,26 км² — суходіл та 3,22 км² — водойми.
Фінікс розташований уздовж річки Солт за 190 км на північ від мексиканського кордону і на півдорозі між Ель-Пасо в Техасі і Лос-Анджелесом в Каліфорнії.

### Клімат
Місто знаходиться у зоні, котра характеризується кліматом тропічних пустель. Найтепліший місяць — липень із середньою температурою 34.9 °C (94.8 °F). Найхолодніший місяць — грудень, із середньою температурою 13 °С (55.4 °F).
У місті довге, дуже спекотне літо і коротка, м'яка і тепла зима. Фінікс розташований в найсонячнішому регіоні планети і є найсонячнішим з усіх великих міст світу (3 872 години сонячного сяйва на рік). У літню пору в місті фіксуються найвищі температури серед великих міст США. В середньому 107 днів на рік максимальна температура сягає 38 °C, а 18 днів на рік максимальна температура сягає 43 °C.
| Клімат Фінікса          | Клімат Фінікса | Клімат Фінікса | Клімат Фінікса | Клімат Фінікса | Клімат Фінікса | Клімат Фінікса | Клімат Фінікса | Клімат Фінікса | Клімат Фінікса | Клімат Фінікса | Клімат Фінікса | Клімат Фінікса | Клімат Фінікса |
| Показник                | Січ.           | Лют.           | Бер.           | Квіт.          | Трав.          | Черв.          | Лип.           | Серп.          | Вер.           | Жовт.          | Лист.          | Груд.          | Рік            |
| Абсолютний максимум, °C | 31,1           | 33,3           | 37,8           | 40,6           | 45             | 50             | 49,4           | 47,2           | 47,8           | 41,7           | 35,6           | 31,1           | 50             |
| Середній максимум, °C   | 19,6           | 21,5           | 24,9           | 29,6           | 34,9           | 39,9           | 41,2           | 40,2           | 37,7           | 31,4           | 24,2           | 18,9           | 30,4           |
| Середня температура, °C | 13,6           | 15,4           | 18,4           | 22,6           | 27,8           | 32,7           | 34,9           | 34,2           | 31,3           | 24,8           | 17,8           | 13             | 23,9           |
| Середній мінімум, °C    | 7,6            | 9,3            | 11,9           | 15,7           | 20,8           | 25,4           | 28,6           | 28,2           | 24,9           | 18,2           | 11,5           | 7,1            | 17,5           |
| Абсолютний мінімум, °C  | −8,3           | −5,6           | −3,9           | 0              | 4,4            | 10             | 16,1           | 15,6           | 8,3            | 1,1            | −3,9           | −5,6           | −8,3           |
| Норма опадів, мм        | 22.9           | 22.9           | 25.4           | 7.6            | 2.5            | 0              | 27.9           | 25.4           | 15.2           | 15.2           | 17.8           | 22.9           | 203.2          |
| Днів з опадами          | 4,1            | 4,4            | 3,9            | 1,7            | 1              | 0,5            | 4,2            | 5              | 2,8            | 2,5            | 2,6            | 3,9            | 36,6           |
| Днів з дощем            | 4              | 4              | 4              | 2              | 1              | 1              | 4              | 5              | 3              | 3              | 3              | 4              | 36             |
| Днів зі снігом          | 0              | 0              | 0              | 0              | 0              | 0              | 0              | 0              | 0              | 0              | 0              | 0,2            | 0,2            |
| Вологість повітря, %    | 45.6           | 43.9           | 37.7           | 26.2           | 20.6           | 17.9           | 29.1           | 34.6           | 31.1           | 31.4           | 36.7           | 46.2           | 33.4           |
| ----------------------- | -------------- | -------------- | -------------- | -------------- | -------------- | -------------- | -------------- | -------------- | -------------- | -------------- | -------------- | -------------- | -------------- |
| Джерело: Weatherbase    |                |                |                |                |                |                |                |                |                |                |                |                |                |

## Флора і фауна

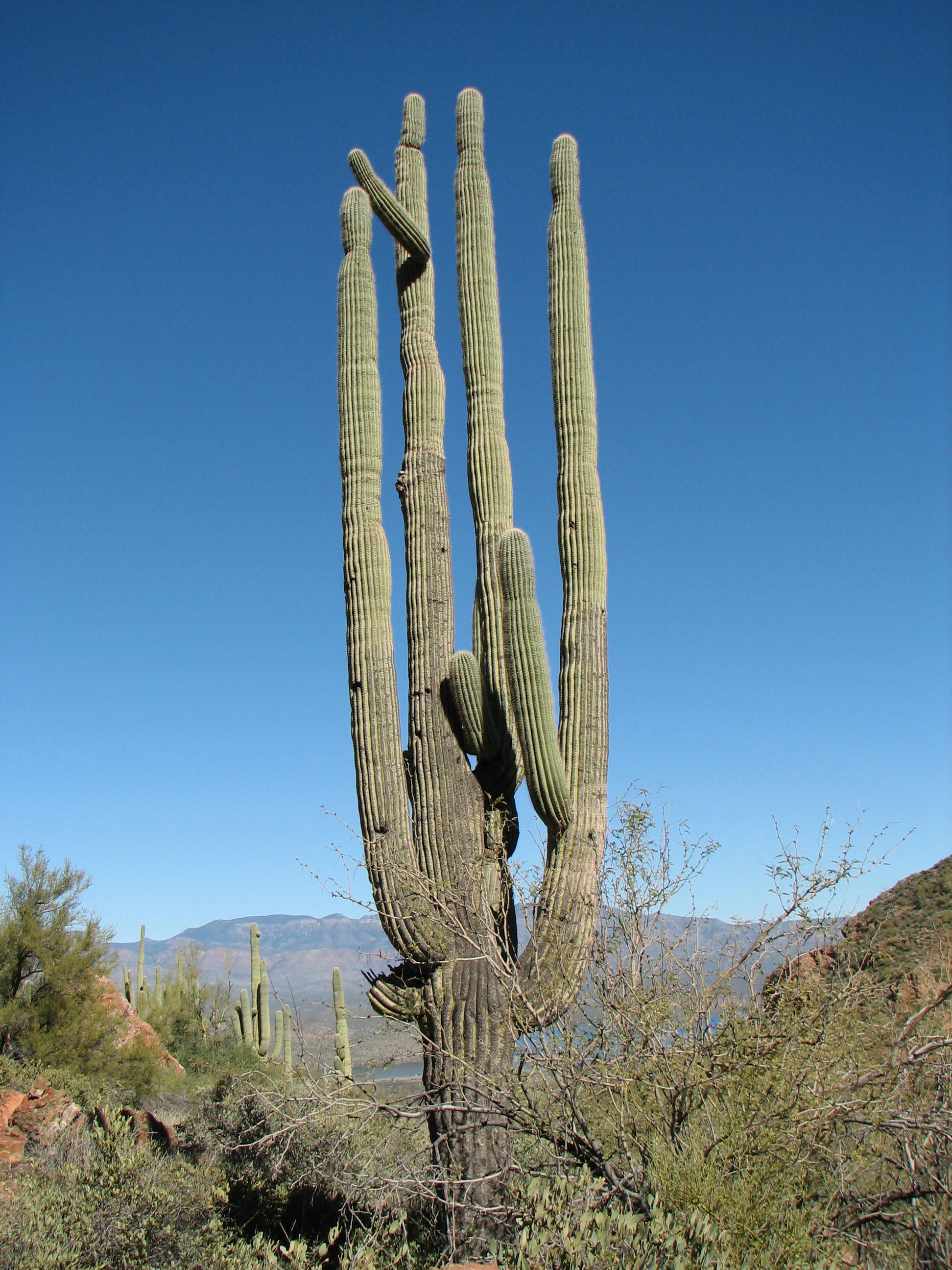
Гігантський кактус сагуаро

Частину місцевої флори та фауни пустелі Сонора можна знайти в межах міста Фінікс, переважно в передмістях та нерозвинених пустельних районах, які оточують місто. До корінних видів ссавців відносяться койот, Pecari tajacu, рись руда, пума, Sylvilagus audubonii, заєць, Ammospermophilus harrisii, олень чорнохвостий, котофредка смугастий, носуха звичайна та багато видів кажанів, таких як Tadarida brasiliensis та Pipistrellus hesperus.
У місті багато видів місцевих птахів, серед яких Calypte costae, каліпта рубіновоголова, Callipepla gambelii, Melanerpes uropygialis, зенаїда північна, Zenaida asiatica, Geococcyx, Campylorhynchus brunneicapillus і багато видів хижих птахів, включаючи соколів, яструбів, сов, падальників (наприклад, катарта червоноголова і урубу), і орлів, включаючи беркута та орлана білоголового.
Великий Фінікс є домом для процвітаючої дикої популяції нерозлучника рожевощокого в США. Ця птиця — популярний домашній улюбленець, родом з південно-західної Африки. Диких птахів вперше спостерігали надворі 1987 року, вони, ймовірно, втекли з клітки, а до 2010 року популяція виросла приблизно до 950 птахів.
У районі міста також живе багато місцевих видів рептилій, серед яких гримучник техаський, Crotalus cerastes cercobombus, кілька інших видів гримучих змій, аспід аризонський, десятки видів змій, що не є отруйними (у тому числі Pituophis catenifer affinis та каліфорнійська королівська змія), аризонський отрутозуб, Sceloporus magister, кілька видів теїдів, Sauromalus, Phrynosoma platyrhinos, стрічковий гекон, мулова черепаха сонорська та гофер Агассіса. До корінних видів земноводних належать лопатоніг південний та Incilius alvarius..
Аризонська височина в пустелі Сонора (до складу якої входить Фінікс) має «структурно найрізноманітнішу флору в США». Один з найвідоміших видів сукулентів, гігантський кактус сагуаро, зустрічається по всьому місту та на його околицях. Інші місцеві види — це Stenocereus thurberi, Mammillaria grahamii, Pachycereus schottii, опунція та циліндропунція; Fouquieria, Parkinsonia aculeata та Parkinsonia microphylla; Washingtonia filifera, агава, Yucca elata, Hesperoyucca whipplei, Dasylirion wheelerii, Hesperaloe parviflora, Olneya tesota та креозотовий кущ.
У місті також росте багато немісцевих рослин, у тому числі фінік їстівний, Washingtonia robusta, фінікова пальма канарська, Pinus brutia, Pinus canariensis, Pachycereus marginatus, Pachycereus pringlei, акація, евкаліпт, алое, бугенвілія, олеандр звичайний, Lantana, Melaleuca citrina, маслина європейська та Caesalpinia pulcherrima.

## Демографія
Фінікс є шостим містом в США за чисельністю населення згідно з переписом населення США 2010 року, а також лідирує за кількістю жителів серед столиць штатів США. За даними перепису 2010 року в місті мешкало 1 445 632 осіб. Порівняно з переписом 2000 року, чисельність населення збільшилася на 9.4 %.
Згідно з даними Бюро перепису населення США 2016 року Фінікс перемістився на 5 позицію серед найбільших міст США обійшовши Філадельфію. Населення міста досягло 1 615 017 осіб, у той час як в Філадельфії проживало 1 567 872 осіб.
Згідно з переписом 2010 року, у місті мешкали 1 445 632 особи в 514 806 домогосподарствах у складі 330 762 родин. Густота населення становила 1078 осіб/км². Було 590149 помешкань (440/км²).
Расовий склад населення:
| - 65,9 % — білих - 6,5 % — чорних або афроамериканців - 3,2 % — азіатів - 2,2 % — корінних американців - 0,2 % — вихідців з тихоокеанських островів - 18,5 % — осіб інших рас |

До двох чи більше рас належало 3,6 %. Частка іспаномовних становила 40,8 % від усіх жителів.
За віковим діапазоном населення розподілялося таким чином: 28,2 % — особи молодші 18 років, 63,4 % — особи у віці 18—64 років, 8,4 % — особи у віці 65 років та старші. Медіана віку мешканця становила 32,2 року. На 100 осіб жіночої статі у місті припадало 100,6 чоловіків; на 100 жінок у віці від 18 років та старших — 99,1 чоловіків також старших 18 років.
Середній дохід на одне домашнє господарство становив 66 345 доларів США (медіана — 47 326), а середній дохід на одну сім'ю — 74 550 доларів (медіана — 54 053). Медіана доходів становила 41 050 доларів для чоловіків та 37 008 доларів для жінок. За межею бідності перебувало 23,1 % осіб, у тому числі 33,6 % дітей у віці до 18 років та 11,3 % осіб у віці 65 років та старших.
Цивільне працевлаштоване населення становило 687 885 осіб. Основні галузі зайнятості: освіта, охорона здоров'я та соціальна допомога — 19,6 %, науковці, спеціалісти, менеджери — 14,1 %, роздрібна торгівля — 11,6 %, мистецтво, розваги та відпочинок — 10,7 %.

## Транспорт
У 2008 році в місті відкрилася лінія швидкісного трамваю, що поєднує Фінікс з містами Темпі та Меса. Зі станції «44th Street/Washington» існує пересадка на лінію автоматизованого Піплмувера що прямує до Міжнародного аеропорту.

## Спорт
У Фініксі є чотири професійні команди:
- «Аризона Даймондбекс» (англ. Arizona Diamondbacks) є членом в Головної бейсбольної ліги, домашня арена — стадіон «Чейз Філд».
- «Аризона Кардиналз» (англ. Arizona Cardinals) є членом Національної футбольної ліги (має стадіон поблизу Глендейла).
- «Фінікс Санз» (англ. Phoenix Suns)) є членом в Національної баскетбольної асоціації.
- «Фінікс Койотс» (англ. Phoenix Coyotes) — професійна хокейна команда, член Національної хокейної ліги, грає на арені поблизу Глендейла).

## Освіта

### Університети
Університет штату Аризона (ASU) є найбільшим в регіоні вищим навчальним закладом. Хоча головний кампус університету знаходиться в Темпі, ASU також має кампуси на північному заході Фінікса (Західний кампус) та в його центрі (кампус Даунтауна Фінікса), а також Політехнічний кампус у Месі. 2012 року в університеті навчалося 72 254 особи.
Незалежна чотирирічна медична школа Медичного коледжу Університету Аризони знаходиться недалеко від кампуса ASU в центрі Фінікса.
Університет Фінікса був найбільшим у країні комерційним університетом, де 2010 року навчалося 470 000 студентів (переважно дистанційно). Але 2016 року кількість студентів впала до 142 500

## Культура

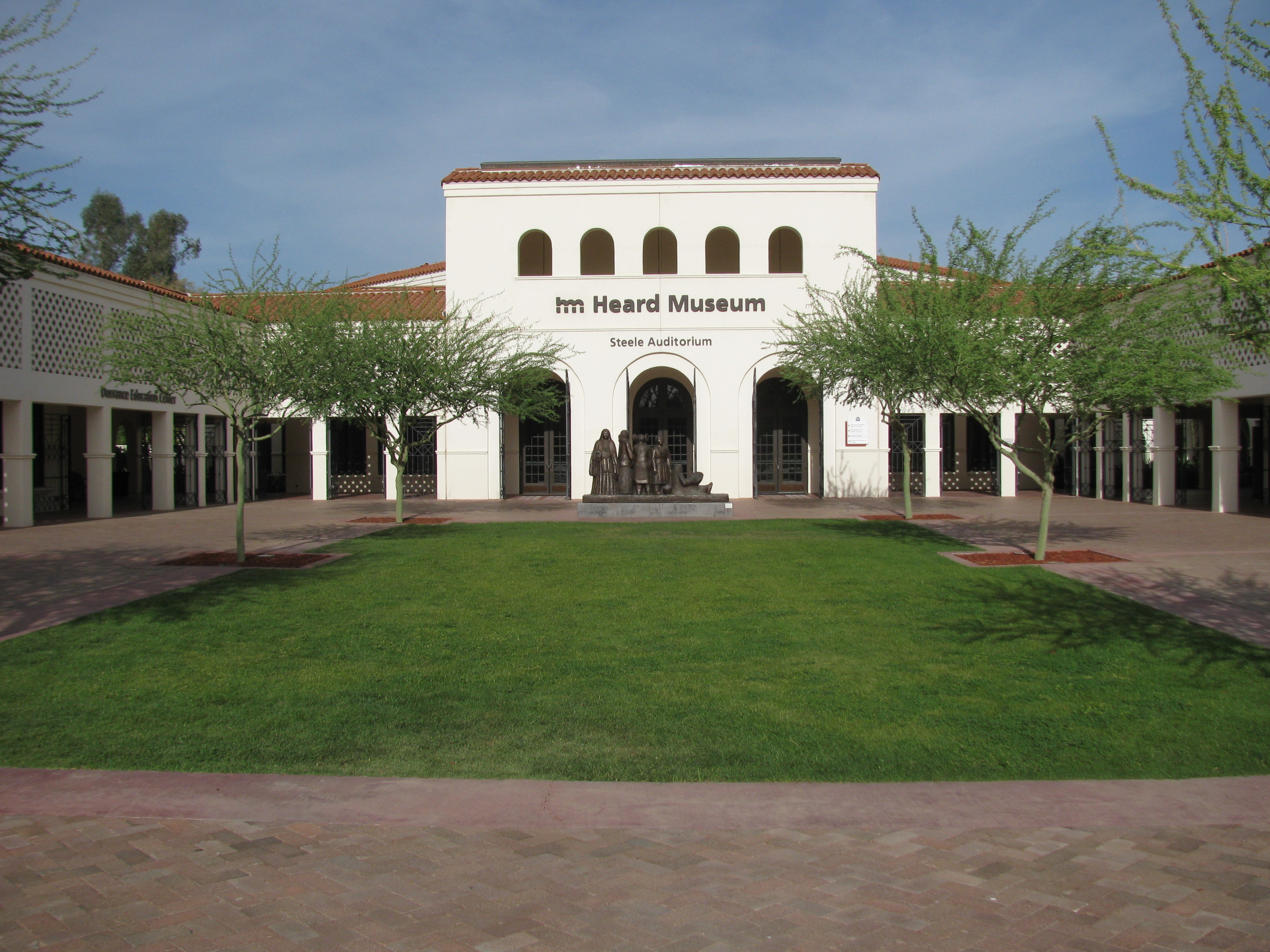
Музей Герда

В місті працює Музей Герда, присвячений етнографії та спадщині культур індіанців США, особливо Південно-Західного регіону (пуебло, навахо тощо).
Інші музеї:
- Художній музей Фінікса
- Музей сучасного мистецтва Скоттсдейла
- Військовий музей Аризони
- Музей пожежної охорони
- Музей музичних інструментів
- Археологічний парк-музей Пуебло-Гранде
- Дитячий музей Фінікса
- Науковий центр Аризони

## Галерея

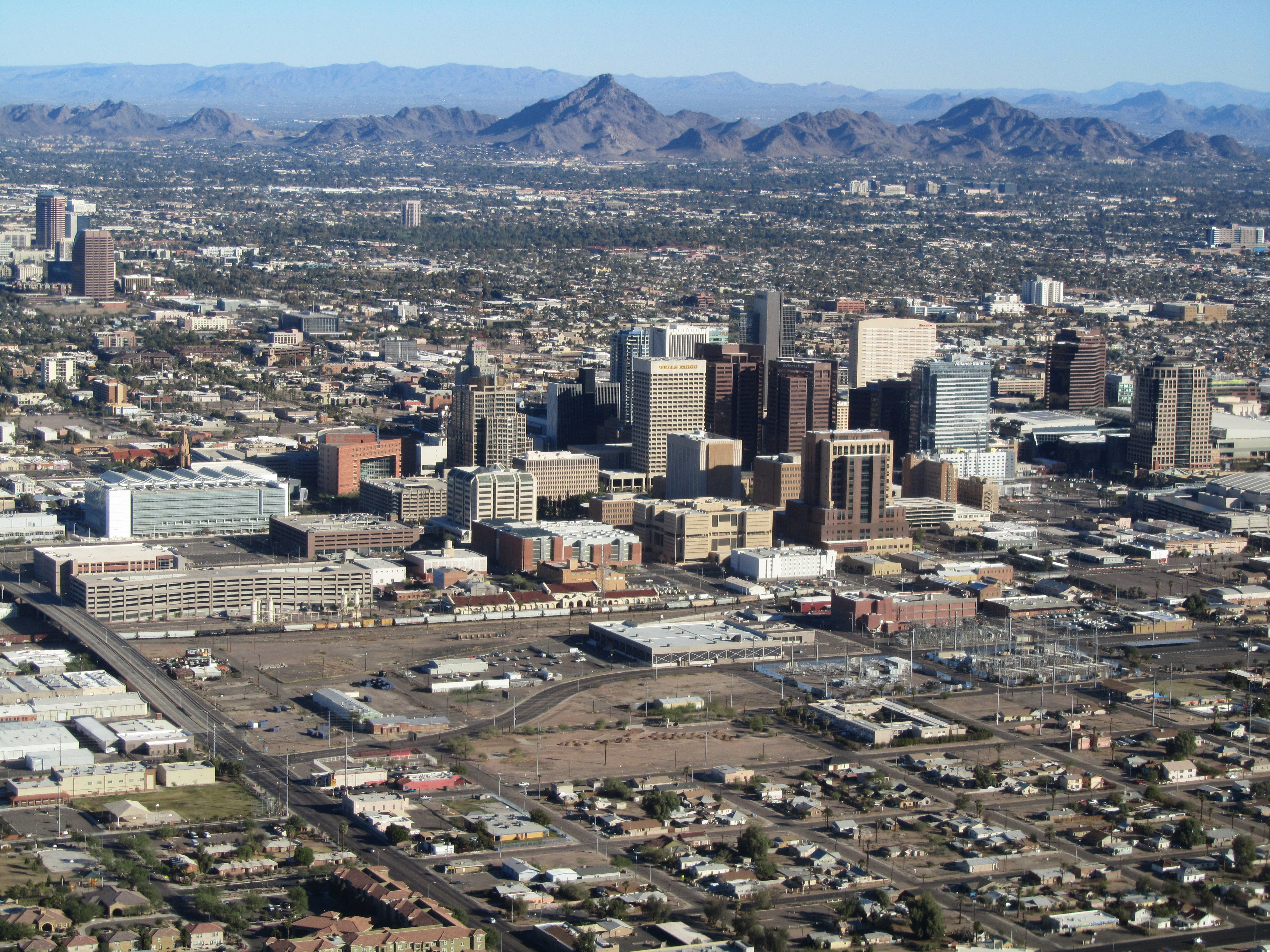
Вид на місто з повітря
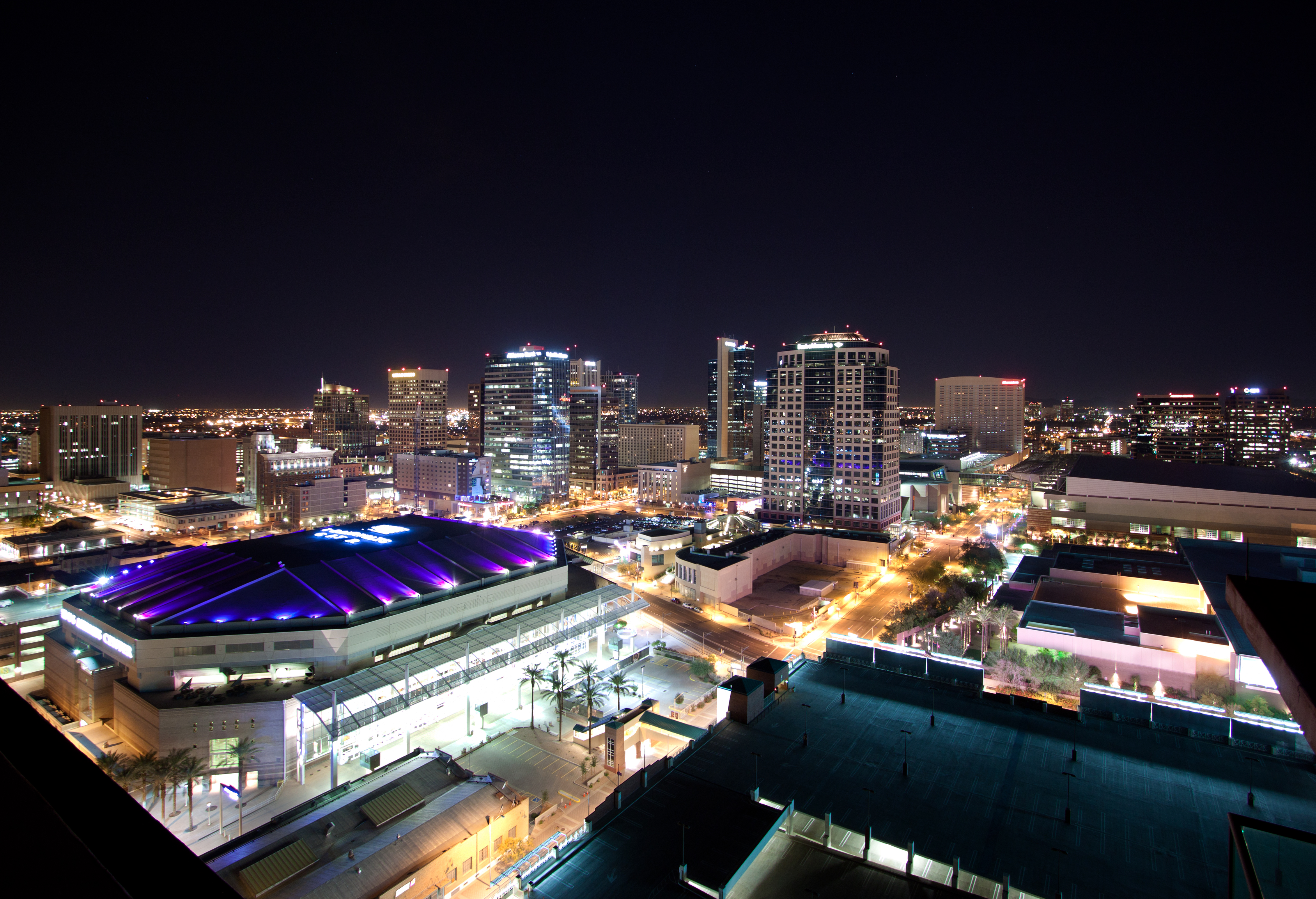
Діловий центр Фінікса вночі
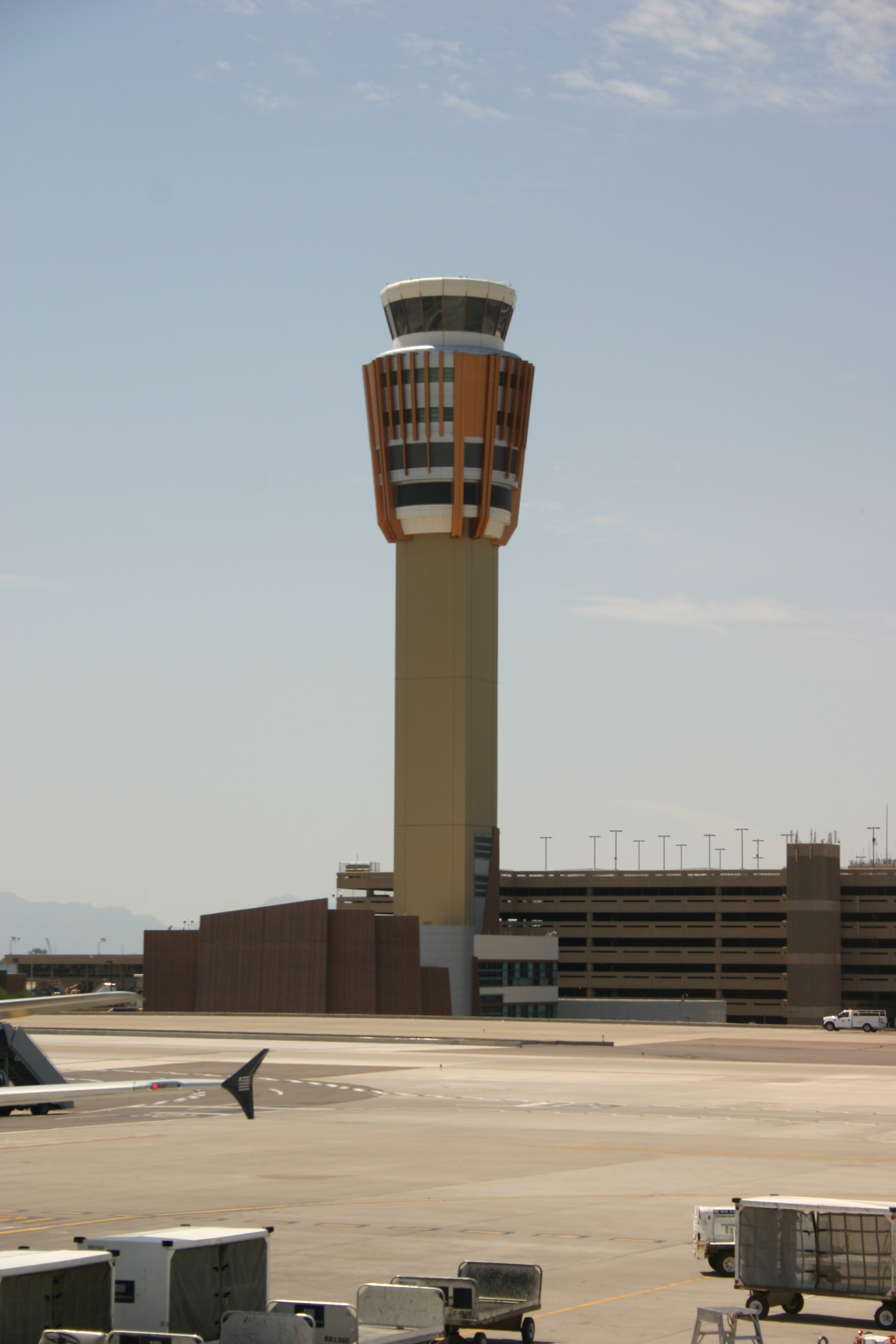
Міжнародний аеропорт Фінікс — Скай-Гарбор
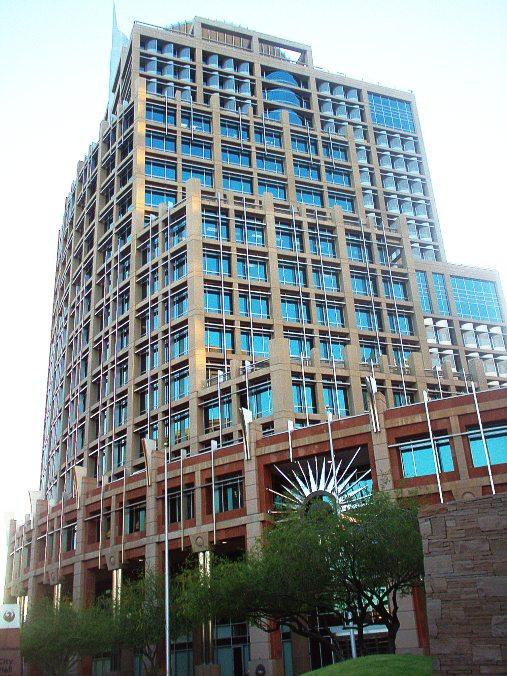
Ратуша Фінікса
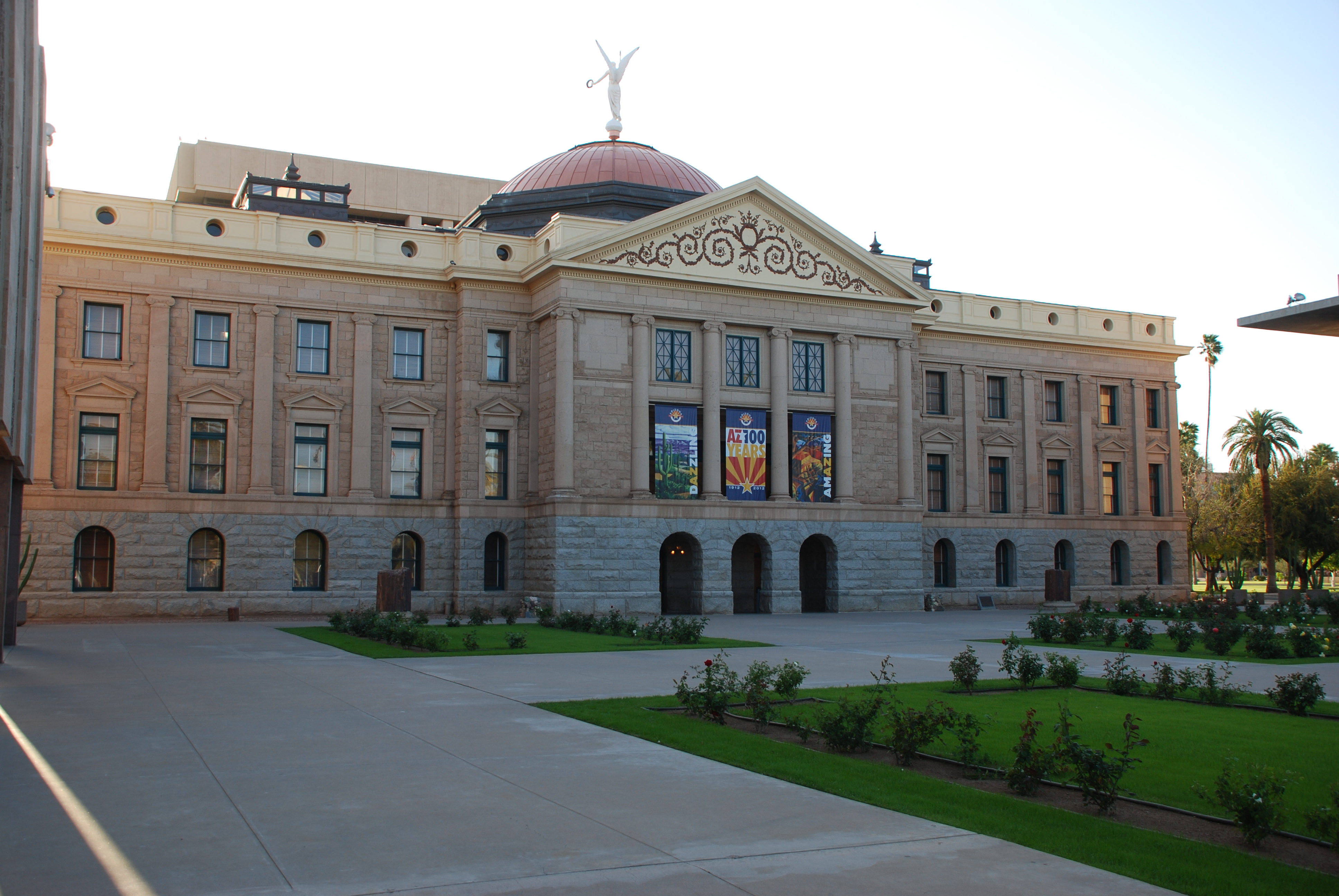
Капітолій штату Аризона
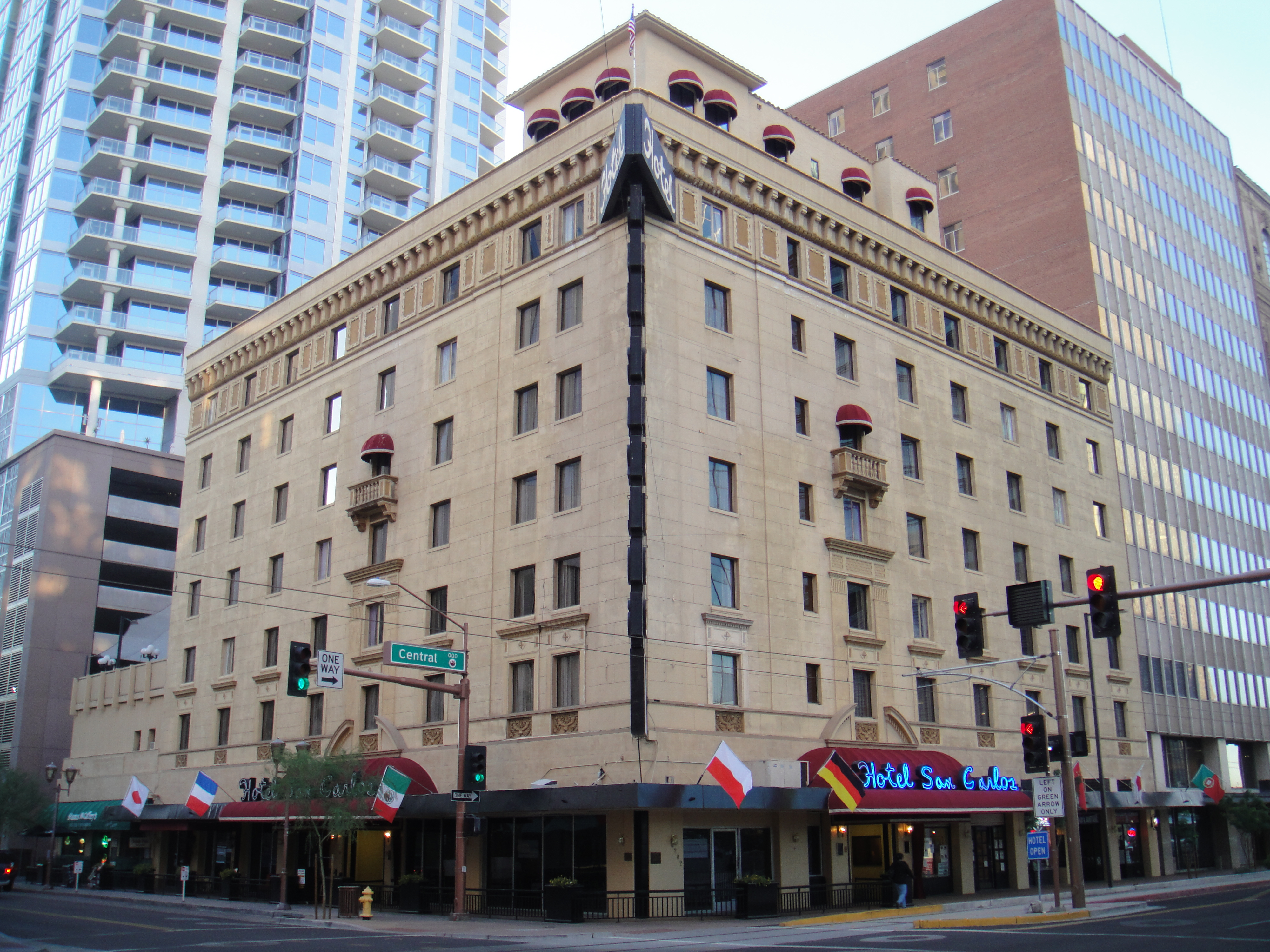
Готель «Сан-Карлос»
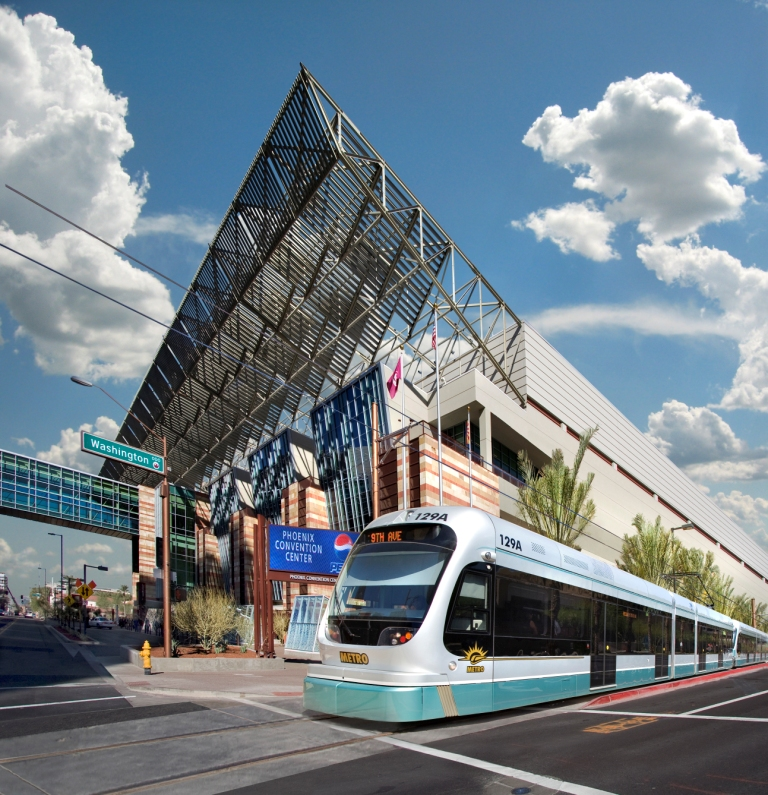
Виставковий центр Фінікса
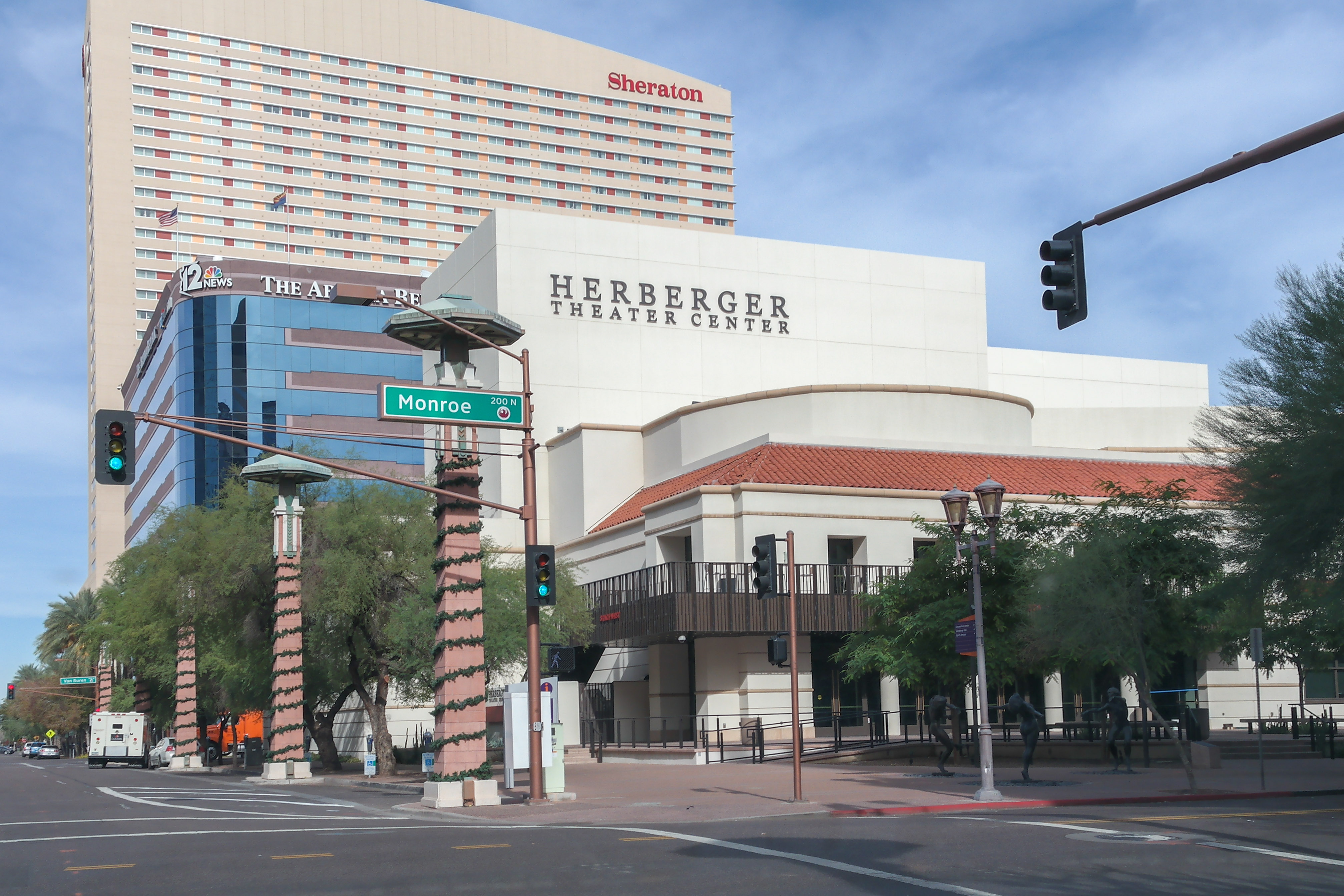
Театральний центр Гербергера
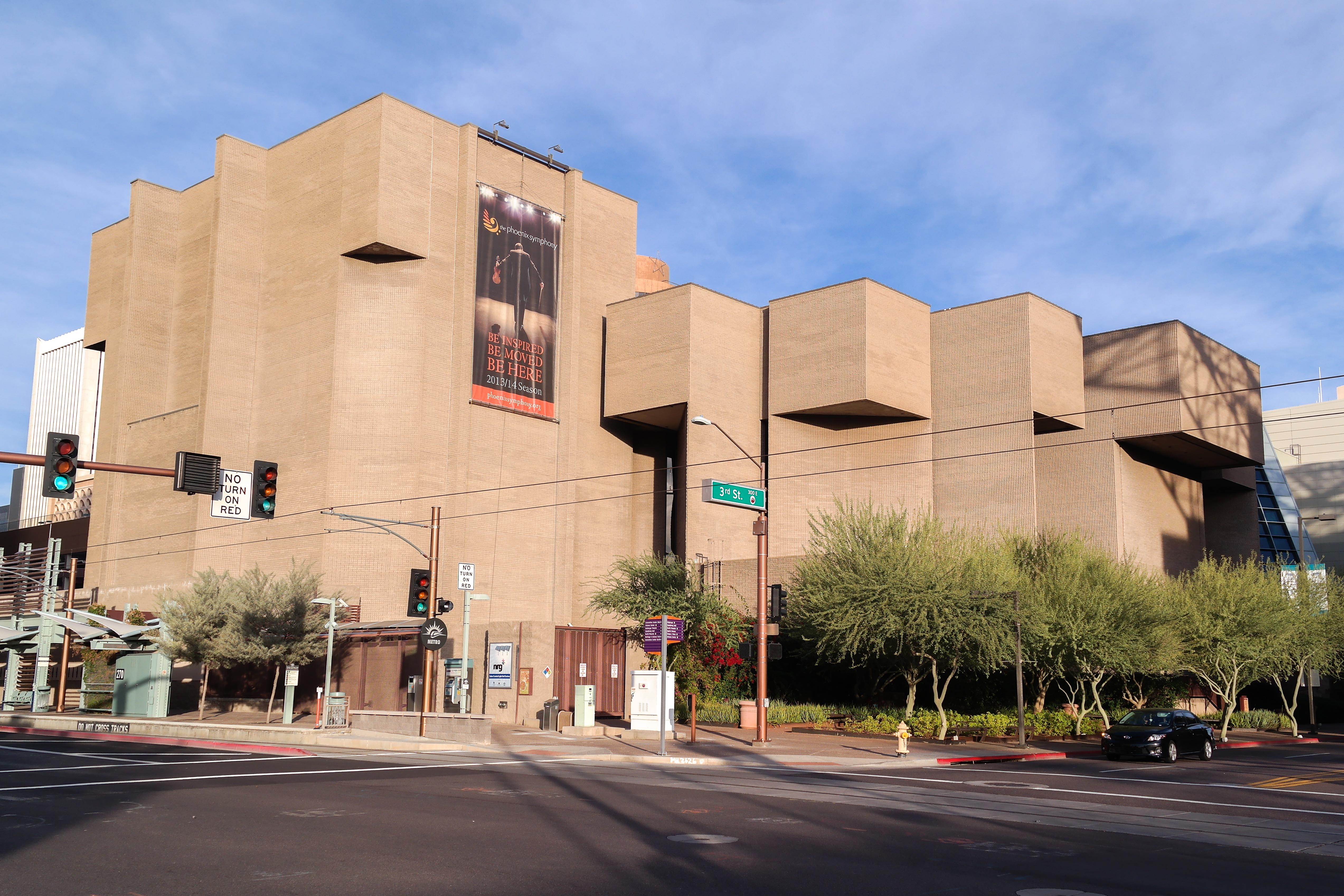
Зала симфонічної музики
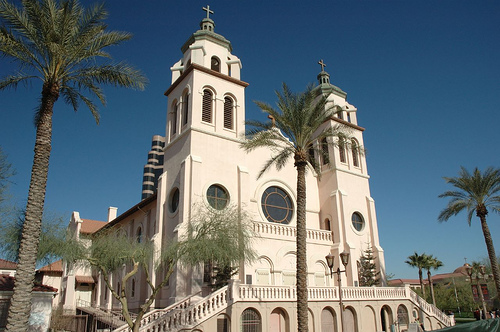
Базиліка Святої Марії
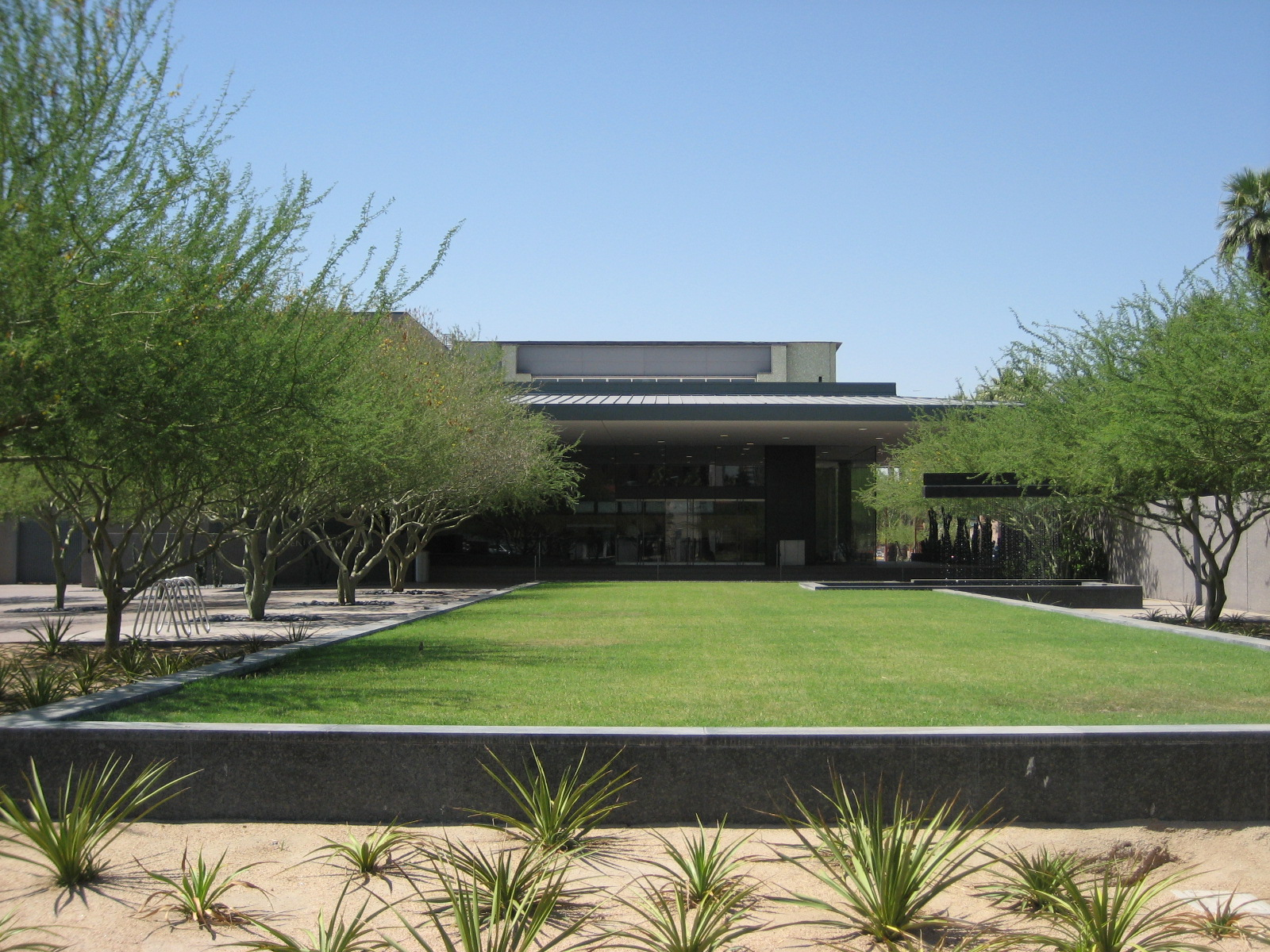
Художній музей Фінікса
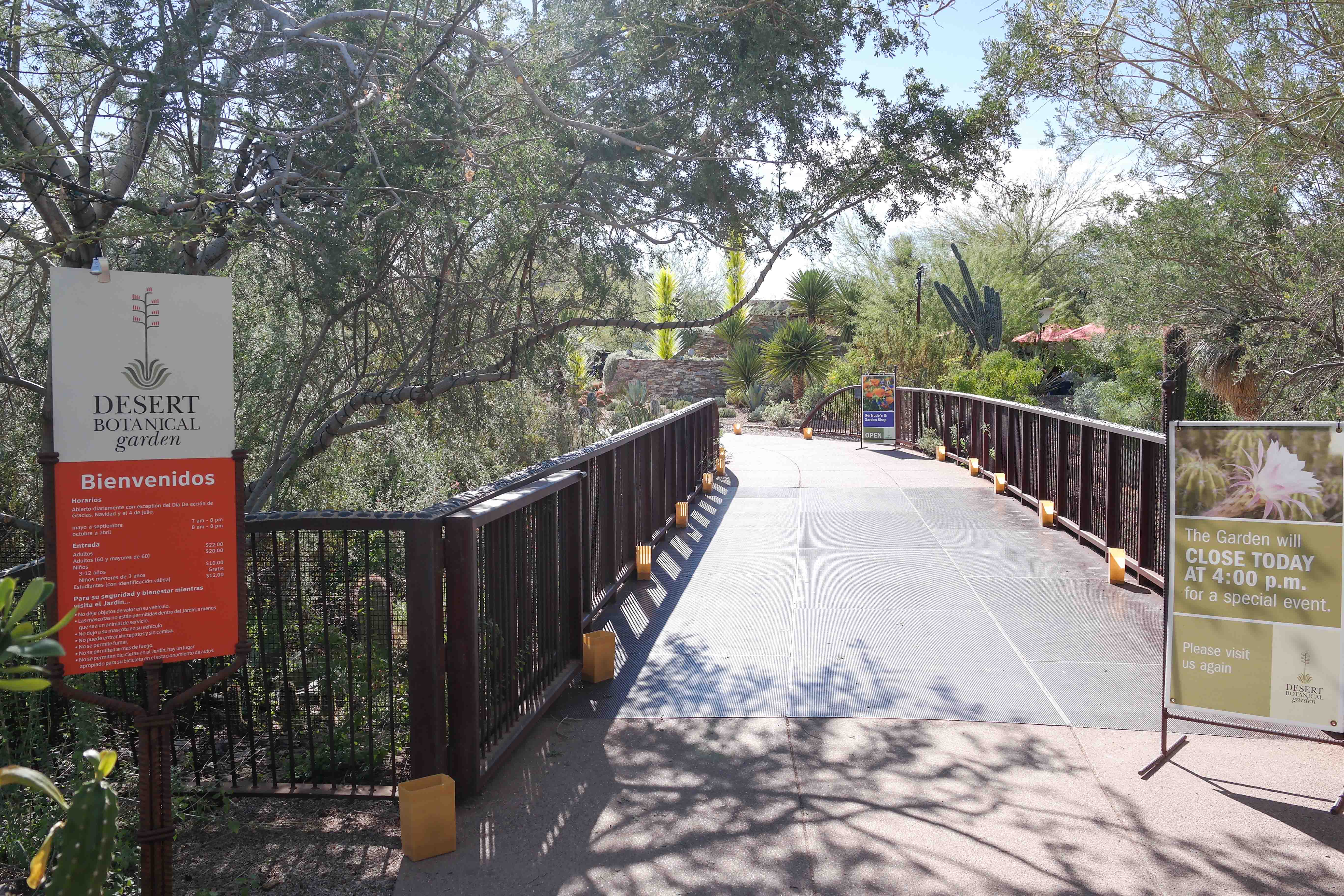
Пустельний ботанічний сад
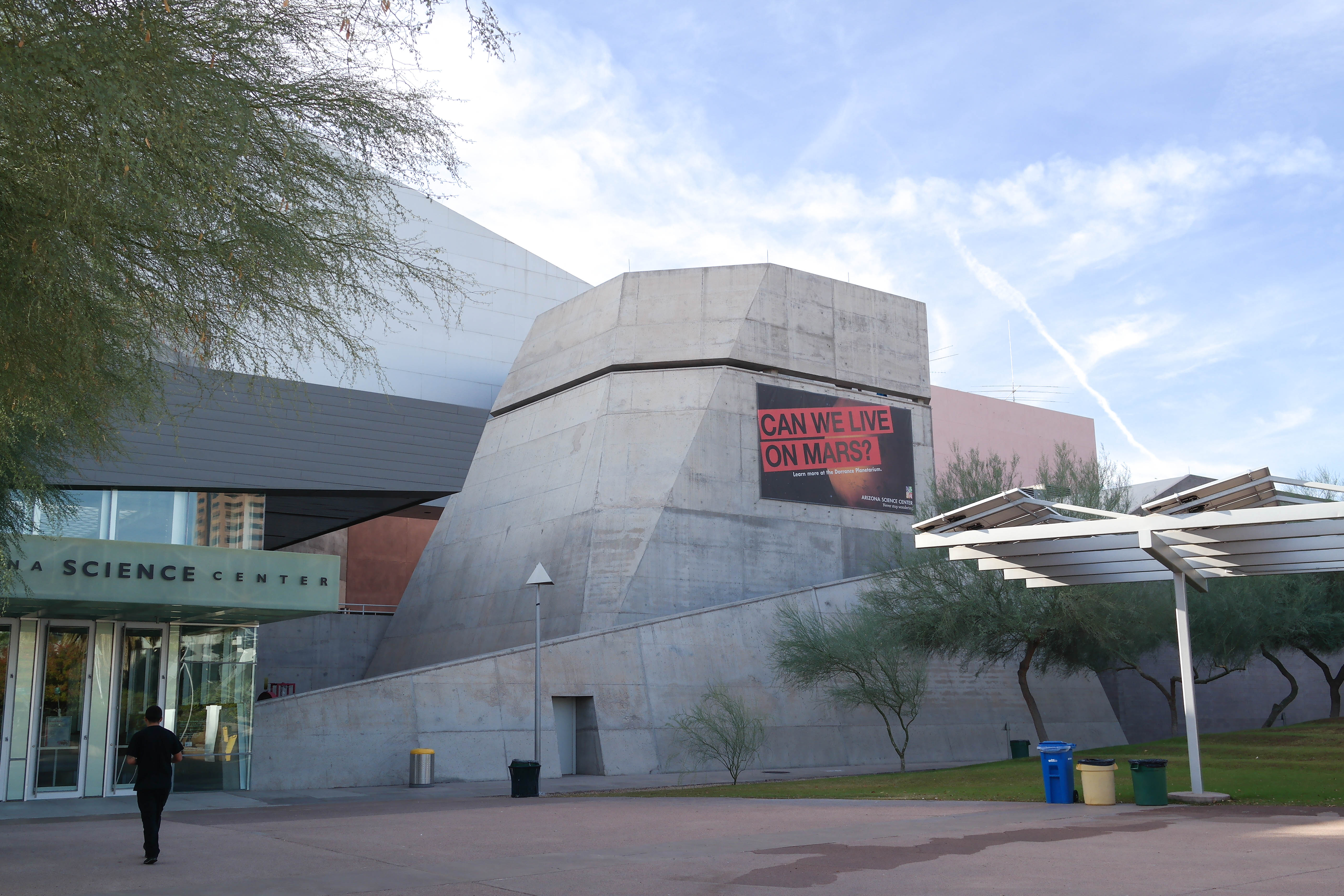
Науковий центр штату Аризона
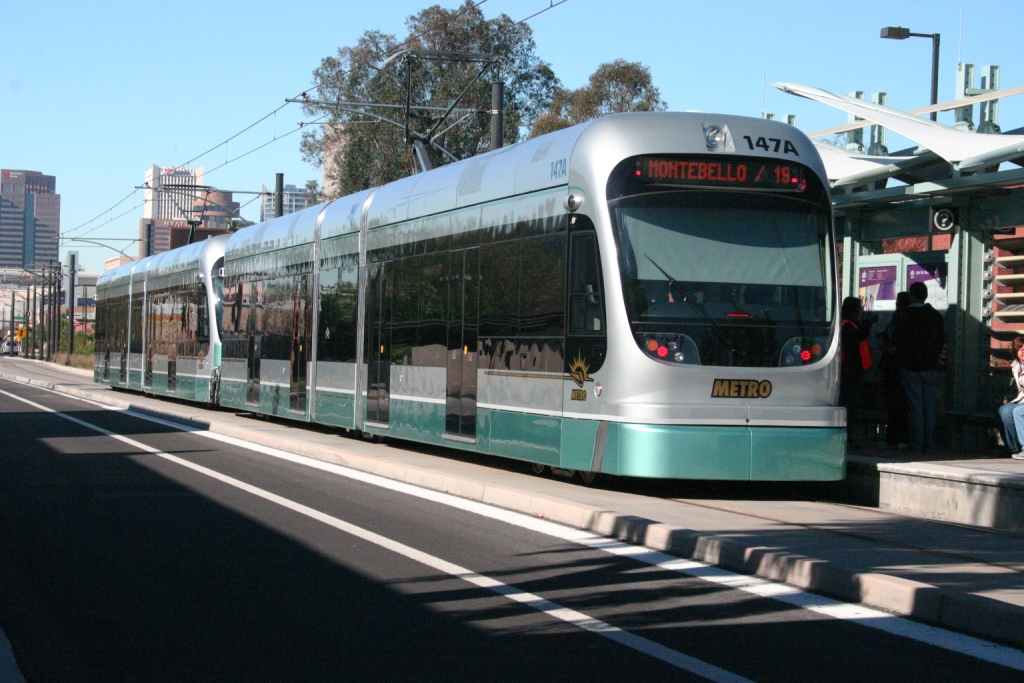
Швидкісний трамвай на вулицях міста
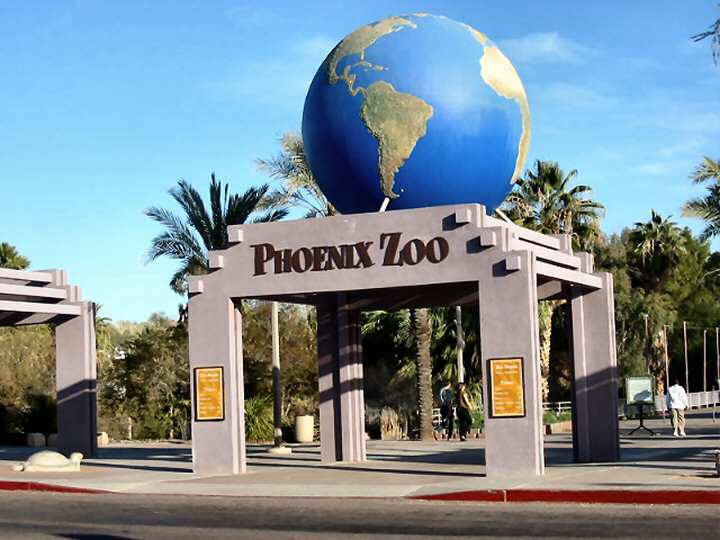
Зоопарк Фінікса